# Dušan Švento
Dušan Švento (1 de agosto de 1985, Ružomberok, Eslovaquia) es un futbolista eslovaco. Su posición es la de mediocampista, y actualmente está retirado.

## Debut internacional
Debutó con la selección de fútbol de Eslovaquia en un amistoso contra la selección de Malta el 15 de agosto de 2006.

## Fútbol inglés
Durante el verano de 2007, Švento debutó en el Derby County de la premier league inglesa. Tras una lesión en los ligamentos cruzados, fue a cirugía y estuvo lejos del fútbol por 1 año, eliminando cualquier interés de otros clubes ingleses.

## Red Bull Salzburg
Fue transferido al club austríaco el 16 de junio de 2009, por una suma de € 2.000.000.

## Colonia
En el mes de julio Dusan firma un contrato para jugar por el Colonia de la Bundesliga de Alemania.

## Clubes
| Club              | País            | Año       |
| ----------------- | --------------- | --------- |
| MFK Ružomberok    | Eslovaquia      | 2003-2005 |
| Slavia Praga      | República Checa | 2005-2009 |
| Red Bull Salzburg | Austria         | 2009-2014 |
| Colonia           | Alemania        | 2014-2016 |
| Slavia Praga      | República Checa | 2016-2017 |

## Palmarés

### Torneos nacionales
| Título                     | Club               | País            | Año     |
| -------------------------- | ------------------ | --------------- | ------- |
| Liga de la República Checa | Slavia Praga       | República Checa | 2008    |
| Liga de la República Checa | Slavia Praga       | República Checa | 2009    |
| Bundesliga de Austria      | Red Bull Salzburgo | Austria         | 2010    |
| Bundesliga de Austria      | Red Bull Salzburgo | Austria         | 2012    |
| Copa de Austria            | Red Bull Salzburgo | Austria         | 2012    |
| Bundesliga de Austria      | Red Bull Salzburgo | Austria         | 2013-14 |
| Copa de Austria            | Red Bull Salzburgo | Austria         | 2014    |
| Liga de la República Checa | Slavia Praga       | República Checa | 2017    |